# 格里梅尼勒
格里梅尼勒（法語：Grimesnil，法語發音：[ɡʁimɛnil]）是法国芒什省的一个市镇，属于库唐斯区。

## 地理
格里梅尼勒（48°57'14"N, 1°21'0"W）面积2.61 平方千米，位于法国诺曼底大区芒什省，该省份为法国西北部沿海省份，西、北、东北三面环大西洋，东起顺时针与卡爾瓦多斯省、奧恩省、马耶讷省和伊勒-维莱讷省接壤。
与格里梅尼勒接壤的市镇（或旧市镇、城区）包括：龙塞、朗格罗讷、圣但尼勒加、谢讷河畔凯特勒维尔。

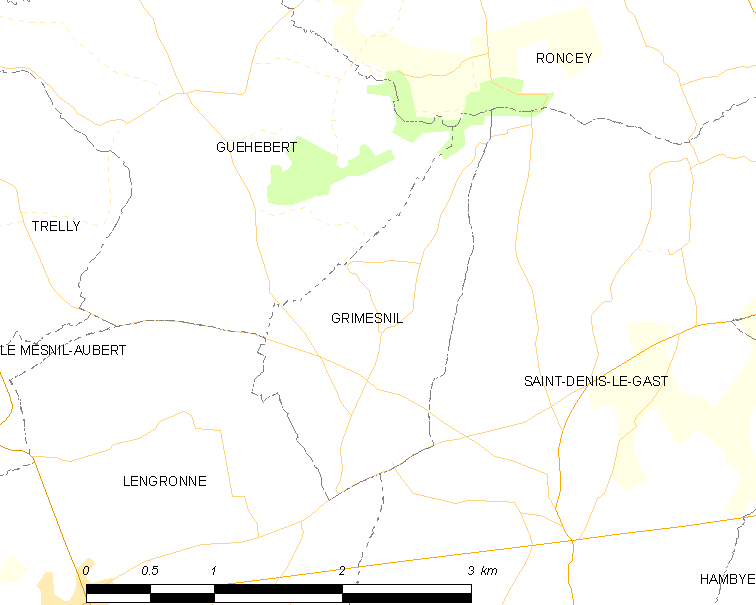
格里梅尼勒的OSM定位图

格里梅尼勒的时区为UTC+01:00、UTC+02:00（夏令时）。

## 行政
格里梅尼勒的邮政编码为50450，INSEE市镇编码为50221。

## 政治
格里梅尼勒所属的省级选区为谢讷河畔凯特勒维尔县。

## 人口

1962-2008年间格里梅尼勒人口变化图示

格里梅尼勒于2022年1月1日时的人口数量为70人。